# 16 de fevereiro nos Jogos Olímpicos de Inverno de 2010
O dia 16 de fevereiro foi o quinto dia de competições dos Jogos Olímpicos de Inverno de 2010. Neste dia foram disputadas competições de sete esportes e cinco finais. Foram iniciadas as competições de curling.

## Esportes
| - Biatlo - Curling - Hóquei no gelo - Luge | - Patinação artística - Patinação de velocidade - Snowboard |

## Resultados

### Biatlo
Na Persegição feminino, a alemã Magdalena Neuner, leva mais uma medalha, desta vez de ouro. Anastasiya Kuzmina, da Eslováquia, ficou com a prata, sua segunda medalha nestes jogos. A francesa Marie-Laure Brunet completa o pódio. No masculino, Björn Ferry, da Suécia, vence a prova do Perseguição masculino. O austríaco Christoph Sumann leva a prata, e o francês Vincent Jay terminou em terceiro.

### Curling
Começa a competição no curling masculino. Após duas rodadas, o Canadá termina em primeiro com duas vitórias. O pior desempenho foi o dos Estados Unidos que perdeu as duas rodadas do dia.

### Esqui alpino
O Combinado Masculino seria disputado neste dia, mas foi adiado para o dia 21 de fevereiro devido as más condições do tempo.

### Hóquei no gelo
Acontece a segunda rodada do grupo B feminino. Na primeira partida, os Estados Unidos vencem as russas por 13 a 0, garantido uma vaga nas semifinais. A outra vaga do grupo B ficou com a Finlândia, depois de bater a China por 2 a 1. No dia 18, os Estados Unidos enfrenta a Finlândia, para decidir o campeão do do grupo.
Todos os horários estão em UTC-8.
| 16 de fevereiro | Rússia RUS | 0 – 13                    | USA Estados Unidos | UBC Winter Sports Centre                        |
| 14h30           |            | (0–5, 0–7, 0–1) Relatório | Monique Lamoureux 02:19' Jenny Potter (3) 05:48' 15:56' 31:46' Karen Tatcher 09:58' Caitlin Cahow 12:57' Angela Ruggiero 20:34' Kelly Stack 23:16' Jocelyne Lamoreux 26:01' Natalie Darwitz (2) 27:50' 31:00' Molly Engstrom 33:32' Lisa Chessom 41:05' | Público: 5,365 pessoas Árbitro: Nicole Hertrich |

| 16 de fevereiro | Finlândia FIN                                | 2 – 1     | CHN China         | UBC Winter Sports Centre |
| 19h00           | Karoliina Rantamäki 29:13' Venla Hovi 34:02' | Relatório | Wang Linuo 18:10' | Árbitro: Joy Tottman     |

Começa também a competição masculina com três jogos. Na primeira partida do dia, os Estados Unidos derrotam a Suíça por 3 a 1. No outro jogo, pelo grupo A, os anfitriões canadenses derrotam a Noruega, por 8 a 0. Pelo grupo B, a Rússia estreia na competição com uma vitória de 8 a 2 sobre a Letônia e lidera temporiaramente o grupo.
Todos os horários estão em UTC-8.
| 16 de fevereiro | Estados Unidos USA                                       | 3 - 1                     | SUI Suíça         | Canada Hockey Place                                 |
| 12h00           | Bobby Ryan 18:59' David Backes 25:52' Ryan Malone 28:25' | (1–0, 2–0, 0–1) Relatório | Roman Wick 49:45' | Público: 16,706 pessoas Árbitro: Vyacheslav Bulanov |

| 16 de fevereiro | Canadá CAN | 8 - 0                     | NOR Noruega | Canada Hockey Place |
| 16h30           | Jarome Iginla (3) 22:30' 58:11' 47:36' Dany Heatley (2) 24:27' 46:43' Mike Richards 33:06' Ryan Getzlaf 44:29' Corey Perry 51:03' | (0–0, 3–0, 5–0) Relatório |             | Árbitro: Jyri Ronn  |

| 16 de fevereiro | Rússia RUS | 8 - 2                     | LAT Letônia                                     | Canada Hockey Place   |
| 21h00           | Danis Zaripov (2) 02:38' 41:30' Alexander Radulov 07:46' Alexander Ovechkin (2) 19:25' 40:59' Evgeni Malkin 38:18' Ilya Kovalchuk 40:04' | (3–0, 1–0, 4–2) Relatório | Herberts Vasiļjevs 40:33' Ģirts Ankipāns 43:35' | Árbitro: Dennis LaRue |

### Luge
A alemã Tatjana Hüfner leva mais um ouro para o seu país no mesmo esporte. A austríaca Nina Reithmayer fica com a prata e a alemã Natalie Geisenberger conquista o bronze.

### Patinação artística
Começa o programa curto no individual masculino. O russo Evgeni Plushenko consegue a melhor pontuação do dia, com 90.85 pontos, seguido do estadunidense Evan Lysacek. O brasileiro naturalizado francês, Florent Amodio, termina o programa na 11ª posição.

### Patinação de velocidade
Nos 500 m feminino, a sul-coreana Lee Sang-Hwa conquista o ouro com o tempo de 76.09 segundos, seguido pela alemã Jenny Wolf e pela chinesa Wang Beixing.

### Snowboard
No snowboard cross feminino, a canadense Maëlle Ricker venceu todas as corridas e faturou o ouro. A francesa Déborah Anthonioz conquistou a prata e a suíça Olivia Nobs ficou com o bronze. Nona colocada em Turim, a snowboarder Isabel Clark sofreu duas quedas e foi apenas a 19ª colocada.

## Campeões do dia
Esses foram os "campeões" (medalhistas de ouro) do dia:
| Medalhas de Ouro        | Medalhas de Ouro         | Medalhas de Ouro | Medalhas de Ouro  | Medalhas de Ouro |
| Modalidades             | Categoria                | Atleta (s)       | País              | Ref.             |
| ----------------------- | ------------------------ | ---------------- | ----------------- | ---------------- |
| Biatlo                  | Persegição feminino      | Magdalena Neuner | GER Alemanha      | [ 1 ]            |
| Biatlo                  | Perseguição masculino    | Björn Ferry      | SWE Suécia        | [ 2 ]            |
| Luge                    | Individual Feminino      | Tatjana Hüfner   | GER Alemanha      | [ 5 ]            |
| Patinação de velocidade | 500 m feminino           | Lee Sang-Hwa     | KOR Coreia do Sul | [ 7 ]            |
| Snowboard               | Snowboard cross feminino | Maëlle Ricker    | CAN Canadá        | [ 8 ]            |

## Líderes do quadro de medalhas ao final do dia 16
País sede destacado
| Ordem | País               | Medalha de ouro | Medalha de prata | Medalha de bronze |   |
| ----- | ------------------ | --------------- | ---------------- | ----------------- | - |
| 1     | GER Alemanha       | 3               | 4                | 2                 | 9 |
| 2     | KOR Coreia do Sul  | 3               | 1                |                   | 4 |
| 3     | SUI Suíça          | 3               |                  | 1                 | 4 |
| 4     | USA Estados Unidos | 2               | 2                | 4                 | 8 |
| 5     | CAN Canadá         | 2               | 2                | 1                 | 5 |